# Охту
О́хту (эст. Ohtu) — деревня в волости Ляэне-Харью уезда Харьюмаа, Эстония. С 1992 года и до административной реформы местных самоуправлений Эстонии 2017 года входила в состав волости Кейла.

## География и описание
Расположена в северной части страны. Расстояние до волостного центра — города Кейла — 19 км к северо-западу. Площадь деревни составляет 29,5 км². Высота над уровнем моря — 43 метра.
Плотность населения в 2021 году составляла 5,16 чел./км² (16 чел./км² вокруг Охту).
Местность вокруг Охту в целом равнинная. Самая высокая точка в окрестностях деревни находится на высоте 48 метров над уровнем моря, в 1 км к юго-востоку от Охту. В окрестностях вокруг Охту растет в основном смешанный лес.
Официальный язык — эстонский. Почтовый индекс — 76621.

## Население
По данным переписи населения 2021 года, в Охту проживали 156 человек, из них 146 (93,6 %) — эстонцы.
Численность населения деревни Охту по данным переписей населения:
| Год  | 1959 | 1970  | 1979  | 1989  | 2000  | 2011  | 2021  |
| ---- | ---- | ----- | ----- | ----- | ----- | ----- | ----- |
| Чел. | 220  | ↗ 258 | ↘ 196 | ↘ 136 | ↗ 152 | ↗ 167 | ↘ 156 |

## История
В письменных источниках 1513 года упоминается Jacup van Ochter (крестьянин из прихода Кегель), 1534 года — Ochter (свободный хутор). В 1620-х годах на основе хутора была создана мыза Охто (нем. Ocht, Ochto, Охту, эст. Ohtu mõis). Свой нынешний облик в стиле позднего барокко она получила, возможно, после работы архитектора Иоганна Шульца в 1769 году. Мыза была заброшена в течение XX века, затем в 2002—2004 годах восстановлена. В главном здании мызы (господском особняке) сохранились некоторые оригинальные детали, такие как резная деревянная парадная дверь в стиле рококо и скульптурный камин из ясеня 1654 года (возможно, работа Йоахима Винтера из Гапсаля).
В 1241 году, в Датской поземельной книге, на месте более поздней мызы Охту упоминается древняя деревня Heukæl. В последний раз она также упоминается в 1694 году (Ockulla, Ockylla, Eckilla).
В 1920-х годах, в результате земельной реформы, прошла национализация мыз и раздел поместных земель. Вокруг центра бывшей мызы появилось множество новых хуторов. В начале XX века существовали деревни Охту-Ээскюла (эст. Ohtu-Eesküla, позже — Охту I (эст. Ohtu I)), Охту-Тагакюла (эст. Ohtu-Takkaküla, позже — Охту II (эст. (Ohtu II)) и поселение Охту (эст. Ohtu asundus); в 1977 году все они были официально объединены в единую деревню Охту (эст. Ohtu küla).
В 1949 году в деревне Охту был основан колхоз. В начале 1970-х годов в деревне были закрыты начальная школа и библиотека. В конце периода застоя из деревни исчез небольшой магазин, десятилетиями обслуживавший местных жителей.

## Климат
Климат — умеренный. Среднегодовая температура в регионе составляет 3 °C. Самый тёплый месяц — июль, когда средняя температура составляет 17 °C, а самый холодный — январь с –12 °C.

## Происхождение топонима
Название деревни происходит от пра-финно-угорского слова медведь (пра-финно-угорск. *okte или *okci), которое сохранилось, например, в финском языке как ohto.